# Marcela Ruete (actriz)
Marcela Ruete Dirisio (Guayaquil, 14 de febrero de 1985) es una actriz, modelo ecuatoriana.

## Biografía
Nació en la ciudad de Guayaquil, pero vivió varios años en Argentina y estudió actuación en la Universidad de Buenos Aires. Fue candidata en el Miss Ecuador 2007, donde fue nombrada Miss Sedal. 
Inició su carrera en la actuación participando en Solteros sin compromiso (2001) y Yo vendo unos ojos negros (2004). También participó en La novela del Cholito (2007-2008) dónde intérpreto a La Cococha. En 2009 antagonizo la telenovela Los Barriga y en 2010 participó en la telenovela La taxista. Desde 2014, hasta 2020 protagonizó por 6 temporadas la producción 3 familias. En 2021 protagoniza Casi cuarentonas.

## Filmografía

### Televisión
- Casi cuarentonas (2021) - Mirela Linares de Acevedo[9][10]
- 3 familias (2014-2020) - Lulú Lagos de Plaza / Lidia Smith de Lagos / Luciana Castro "Lu"[6][7][8]
- La taxista (2010) - María Vela "Manivela"[5]
- Los Barriga (2009) - Carla[3][4]
- La novela del Cholito (2007-2008) - María del Rosario Triviño "La Cococha"[2]
- Son de Fierro (2007)
- Yo vendo unos ojos negros (2004)
- Vivos (2002-2008) - Varios personajes
- Solteros sin compromiso (2001) - María Meche

### Cine
- La película de Francisco (2005) - Sharon